# Нора (Небраска)
Нора (англ. Nora) — селище (англ. village) в США, в окрузі Наколлс штату Небраска. Населення — 21 осіб (2010).

## Географія
Нора розташована за координатами 40°9′51″ пн. ш. 97°58′26″ зх. д. / 40.16417° пн. ш. 97.97389° зх. д. (40.164141, -97.973788).  За даними Бюро перепису населення США в 2010 році селище мало площу 0,98 км², уся площа — суходіл.

## Демографія
Згідно з переписом 2010 року, у селищі мешкала 21 особа в 10 домогосподарствах у складі 5 родин. Густота населення становила 21 особа/км².  Було 11 помешкання (11/км²).
Расовий склад населення:
| - 81,0 % — білих - 19,0 % — осіб інших рас |

До двох чи більше рас належало 0,0 %. Частка іспаномовних становила 19,0 % від усіх жителів.
За віковим діапазоном населення розподілялося таким чином: 14,3 % — особи молодші 18 років, 76,2 % — особи у віці 18—64 років, 9,5 % — особи у віці 65 років та старші. Медіана віку мешканця становила 53,5 року. На 100 осіб жіночої статі у селищі припадало 75,0 чоловіків;  на 100 жінок у віці від 18 років та старших — 80,0 чоловіків також старших 18 років.
За межею бідності перебувало 72,2 % осіб, у тому числі 100,0 % дітей у віці до 18 років та 0,0 % осіб у віці 65 років та старших.
Цивільне працевлаштоване населення становило 9 осіб. Основні галузі зайнятості: науковці, спеціалісти, менеджери — 66,7 %, будівництво — 11,1 %.